# Perín-Chym
Perín - Chym (allemand : Deutschperen - Heim, est un village de Slovaquie situé dans la région de Košice.

## Histoire
La localité fut annexée par la Hongrie après le premier arbitrage de Vienne le 2 novembre 1938. À la libération, la commune a été réintégrée dans la Tchécoslovaquie reconstituée.
Le hameau de Perín était une commune autonome en 1938. Il comptait 1376 habitants en 1938 dont 15 juifs. Elle faisait partie du district de Cserhát-Encs (hongrois : Cserhát-encsi járás). Le nom de la localité avant la Seconde Guerre mondiale était Perín/Perény. Durant la période 1938 -1945, le nom hongrois Perény était d'usage.
Le hameau de Chym était une commune autonome en 1938. Il comptait 297 habitants en 1938 Elle faisait partie du district de Cserhát-Encs (hongrois : Cserhát-encsi járás). Le nom de la localité avant la Seconde Guerre mondiale était Him. Durant la période 1938 -1945, le nom hongrois Hím était d'usage.
Le hameau de Výšný Lánec était une commune autonome en 1938. Il comptait 365 habitants en 1938 Elle faisait partie du district de Cserhát-Encs (hongrois : Cserhát-encsi járás). Le nom de la localité avant la Seconde Guerre mondiale était Vyšní Lánc/Felső-Lánc. Durant la période 1938 -1945, le nom hongrois Felsőlánc était d'usage.
Fusion des 3 entités formant la commune de Perín-Chym en 1964.

## Démographie

### Évolution de la population
| Année:               | 1994. | 2004.   | 2014.   | 2024.    |
| -------------------- | ----- | ------- | ------- | -------- |
| Nombre de personnes: | 1547  | 1498    | 1424    | 1576     |
| Différence:          |       | -3,16 % | -4,93 % | +10,67 % |

| Année:               | 2023. | 2024.   |
| -------------------- | ----- | ------- |
| Nombre de personnes: | 1582  | 1576    |
| Différence:          |       | -0,37 % |